# 산청한의학박물관 향약집성방 권40〜42
산청한의학박물관 향약집성방 권40〜42(山淸韓醫學博物館 鄕藥集成方 卷40〜42)는 대한민국 경상남도 산청군 산청한의학박물관에 있는 향약집성방이다. 2017년 4월 13일 경상남도의 유형문화재 제610호로 지정되었다.

## 개요
｢鄕藥集成方｣은 麗末鮮初의 鄕藥類 및 經驗方類 처방을 집대성하여 간행한 의서이다.
<서울대학교 규장각>에 ｢향약집성방｣ 仁祖 시대(1623-1649)의 木活字本이 전하는데, <전체 85권> 가운데 ‘권47-49’ ‘권81-82’ ‘권83-85’ 3책이 잔존(殘存)한다.
｢향약집성방｣의 처방들은 대체로 宋代의 의서인 ｢太平聖惠方｣을 기본으로 하였으나, 중국본 의서들만 底本으로 한 것은 아니었다. 전래되던 고려말 조선초기(麗末鮮初)의 각종 鄕藥方 의서들을 수집하고 정리한 것으로, 한국 전통의 여러 경험방 즉 俗方들을 다양하게 수록하고 있다. 韓醫學에서 꼭 알아야 되는 내용들을 수록하고 있다.
본 향약집성방은 仁祖年間인 1633년에 訓鍊都監의 (小)木活字로 간행한 것으로 ‘卷40~42’까지의 3권1책의 零本으로 殘存하고 있는 상황이며‘훈련도감 목활자본’으로 인쇄된 ｢鄕藥集成方｣은 貴重書이다.

## 참고 문헌
- 산청한의학박물관 향약집성방 권40〜42 - 국가유산청 국가유산포털